# Anisotes divaricatus
Anisotes divaricatus là một loài thực vật có hoa trong họ Ô rô. Loài này được T.F.Daniel, Mbola, Almeda & Phillipson mô tả khoa học đầu tiên năm 2007.